# (23446) 1987 SJ2
1987 أس جاي 2 (ويعرف أيضًا باسم (23446) 1987 أس جاي 2 وفق تسمية الكوكب الصغير) (بالإنجليزية: 1987 SJ2)‏ هو كويكب ضمن حزام الكويكبات؛ وترتيبه 23446 من حيث الاكتشاف.
اكتُشف هذا الجُرم الفلكي بواسطة إيريك والتر إلست في 19 سبتمبر 1987.

## وصلات خارجية
- (23446) 1987 SJ2 في قاعدة بيانات مختبر الدفع النفاث لأجرام النظام الشمسي الصغيرة

- الاكتشاف · مخطط المدار ·  العناصر المدارية · المعلمات المادية

- (23446) 1987 SJ2 على موقع ويكي سكاي: DSS2, SDSS, GALEX, IRAS, Hydrogen α, X-Ray, Astrophoto, Sky Map, Articles and images